# Liste der Straßen in Essen-Freisenbruch
Die Liste der Straßen in Essen-Freisenbruch beschreibt das Straßensystem im Essener Stadtteil Freisenbruch mit den entsprechenden historischen Bezügen.

## Einführung und Überblick
In Essen-Freisenbruch leben 16414 Einwohner (30. September 2022) auf einer Fläche von 3,8 km². Freisenbruch teilt sich mit Bereichen des Nachbarstadtteils Horst den Postleitzahlenbezirk 45279. Im nordwestlichen Bereich Freisenbruchs gilt die 45276.
Die vier zur preußischen Grafschaft Mark gehörigen Gemeinden Freisenbruch, Horst, Eiberg und Königssteele wurden 1919 zur Landgemeinde Königssteele zusammengefasst. So fasste die Gemeindevertretung am 28. Mai 1919 den Beschluss, möglichst wenige Umbenennungen durchzuführen. Andere waren jedoch nötig, um Doppelungen zu vermeiden. 1929 wurde die Gemeinde Freisenbruch mit der Landgemeinde Königssteele zu Essen eingemeindet.
Die ab 1966 errichtete Hochhaussiedlung Bergmannsfeld bildet die Straßennamengruppe der Philosophen. Eine weitere Gruppe befindet sich westlich des Bergmannsfeldes, die Bezug auf die Minnesänger Walther von der Vogelweide, Neidhart, Spervogel, Dietmar von Aist, Reinmar der Alte, Heinrich von Morungen, Heinrich von Veldeke und Der von Kürenberg nimmt.
Freisenbruch wird, im Uhrzeigersinn, im Norden beginnend, wie folgt begrenzt:
 Die Grenze beginnt in Verlängerung der Freisenbruchstraße nördlich des Friedhofs am Hellweg und verläuft nördlich der Märkischen Straße weiter nach Osten. Dann knickt sie als östliche Grenze östlich des Freisenbrucher Siedlungsraumes ab und führt die Bochumer Landstraße querend weiter nach Süden, vorbei am westlichen Rand der Umspannanlage Eiberg weiter über den Schultenweg bis zur Eisenbahnstrecke von Bochum nach Steele. Diese bildet in ihrem gesamten Verlauf nach Westen, bis zur Bochumer Landstraße, die südliche Stadtteilgrenze. Im Westen wird Freisenbruch schließlich durch die Bochumer Land- und die Freisenbruchstraße begrenzt.
In Freisenbruch gibt es 57 benannte Verkehrsflächen, darunter keinen Platz. Zehn Straßen befinden sich dabei nur teilweise im Stadtteil:
 Der Rademachersweg, die Straße Tossens Büschken, der Sachsenring, die Straße Zeche Eiberg und der Weg am Berge reichen im Süden in den Nachbarstadtteil Horst. Die Bochumer Land- und die Freisenbruchstraße bilden die Grenze zu, und der Hellweg führt weiter nach Steele. Im Norden verläuft die Rodenseelstraße weiter in Leithe. Im Osten führt der Sevinghauser Weg unter neuem Namen nach Bochum, ebenso die Bochumer Landstraße. Der Schultenweg behält seinen Namen auch im weiteren Verlauf in Bochum.
Durch den Stadtteil Freisenbruch verläuft die Bochumer Landstraße als Landesstraße L654.

## Liste der Straßen
Die nachfolgende Tabelle gibt eine Übersicht über die Straßen und Wege im Stadtteil mit entsprechenden Informationen.
- Name: aktuelle Bezeichnung der Straße oder des Platzes.
- Länge/Maße in Metern:
 Die in der Übersicht enthaltenen Längenangaben sind gerundete Übersichtswerte, die in Google Earth mit dem dortigen Maßstab ermittelt wurden. Sie dienen Vergleichszwecken und werden, sofern amtliche Werte bekannt sind, ausgetauscht und gesondert gekennzeichnet.
 Der Zusatz (im Stadtteil) gibt an, dass die Länge die des Straßenabschnitts innerhalb von Freisenbruch ist, da die Straße in benachbarte Stadtteile weitergeführt wird.
 Der Zusatz (alle Straßenabschnitte zusammen) gibt an, dass die Straße so verwinkelt ist, dass keine „Hauptstraße“ besteht. Stattdessen wird die Länge aller Straßenabschnitte zusammengezählt.
- Herleitung: Ursprung oder Bezug des Namens
- Datum der Benennung: amtliche Erstbenennung
- Anmerkungen: zusätzliche Informationen
- Bild: Foto der Straße oder eines anliegenden Objekts

| Name                      | Länge/Maße (in Metern)                | Herleitung                                                          | Datum der Benennung | Bemerkungen | Bild                                                   |
| ------------------------- | ------------------------------------- | ------------------------------------------------------------------- | ------------------- | --- | ------------------------------------------------------ |
| Aisthang                  | 180                                   | Dietmar von Aist, Minnesänger                                       | 17. Dez. 1963       | Dietmar von Aist war ein aus oberösterreichischem, freiherrlichen Geschlecht stammender Minnesänger der Frühphase. Der Aisthang ist eine südlich der Ofterdingenstraße abgehende Stichstraße. |                                                        |
| Albert-Schweitzer-Straße  | 270                                   | Albert Schweitzer, Arzt, Philosoph, Theologe, Organist und Pazifist | 14. Dez. 1966       | Die Albert-Schweitzer-Straße liegt im Bergmannsfeld und führt vom Philosophenweg zum Sachsenring. |                                                        |
| Alleestraße               | 510                                   | von Bäumen begrenzte Straße                                         | 18. Nov. 1904       | Zur Zeit ihrer Namensgebung war die Straße beidseits von Bäumen gesäumt. Die Alleestraße ist eine südlich der Bochumer Landstraße abgehende Stichstraße. |                                                        |
| Bochumer Landstraße       | 1690 (im Stadtteil)                   | Ausfallstraße nach Bochum                                           | 23. Mai 1980        | Der heutige Bochumer Landstraße war von 1926 bis 1980 Teil der in Steele noch heute so genannten Bochumer Straße. Im Verlauf nach Freisenbruch und Bochum wurde sie Ende der 1970er Jahre mit der Henglerstraße in Steele in eine Linie gebracht und damit baulich von der Bochumer Straße in Steele getrennt. So erhielt dieser östliche Teil der Bochumer Straße 1980 den Namen Bochumer Landstraße. Dieser Straßenteil wurde zuvor 1890 Chausseestraße, 1909 Bahnhofstraße und 1926 Bochumer Straße genannt. Die Bochumer Landstraße ist Teil der Landesstraße L654 und führt in Bochum unter dem Namen Wattenscheider Hellweg weiter. | Bochumer Landstraße                                    |
| Bongerbank                | 75                                    | Bongerbank, Name eines Grubenfelds                                  | 25. Feb. 1937       | Die in Erinnerung an die Zeche Bongerbank sogenannte Straße Bongerbank ist eine südlich vom Hellweg abzweigende Stichstraße. |                                                        |
| Dammstraße                | 470                                   | ehemaliger Eisenbahndamm                                            | 13. Feb. 1896       | Die Dammstraße führt zum einstigen Eisenbahndamm der Anschlussstrecke der Zeche Eintracht Tiefbau, die mit dem Bahnhof Essen-Steele Ost verbunden war. Die Dammstraße ist eine südlich der Bochumer Landstraße abzweigende Stichstraße. |                                                        |
| Eibergweg                 | 560                                   | Eiberg, ehemalige Landgemeinde                                      | 1. Apr. 1919        | Der Eibergweg, der im Eiberger Bereich Freisenbruchs liegt, führt von der Straße Schirnbecker Teiche nach Osten zur Stadtgrenze zu Bochum. | Eibergweg                                              |
| Erasmusstraße             | 710 (alle Straßenabschnitte zusammen) | Erasmus von Rotterdam, Theologe, Philosoph und Philologe            | 14. Dez. 1966       | Die nach dem Philosophen Erasmus benannte Straße liegt im Bergmannsfeld und führt vom Philosophenweg nach Westen. |                                                        |
| Freisenbruchstraße        | 870                                   | Freisenbruch, Hofname und ehemalige märkische Gemeinde              | 1. Apr. 1919        | Der Hof Freisenbruch wird 1486 im Schatzbuch der Grafschaft Mark genannt, als Jan Vryesenbrueck drei Gulden Grundsteuer hat. Der Hof gehörte dem Kanonichenkapitel Essen und ging während der Säkularisation 1802/03 an Preußen. Aufsitzer wurde 1793 durch Einheirat die Familie Bergmann vom Bergmannshof, die es bis heute ist. Freisenbruch war auch eine von vier Gemeinden der Grafschaft Mark, aus denen 1885 das Amt Königssteele gegründet wurde. Schließlich wurde Freisenbruch zusammen mit Steele 1929 zur Stadt Essen eingemeindet. Die Freisenbruchstraße, die am 11. Januar 1977 von der Bochumer Landstraße zum Hellweg verlängert wurde und dort die Grenz zu Steele bildet, geht an ihrem südlichen Ende in den Schultenweg über. |                                                        |
| Füllenkamp                | 480                                   | Füllenkamp, Flurname                                                | 20. Nov. 1937       | In der Landmatrikel von 1668 findet sich Dietherich Küllmanns (Köllmann) in Leithe als Besitzer einer Wiese auf dem Füllenkamp. Die Straße Füllenkamp, die zuvor den Namen Ringstraße trug, liegt im Osten Freisenbruchs und führt von der Straße Im Haferfeld nach Norden bis zur Märkischen Straße. |                                                        |
| Gatthmannweg              | 110                                   | Gathmann, Kotten                                                    | 12. Sep. 1978       | 1812 wird der Kuhkötter Diedrich Gathmann mit seinem 23 Morgen großen Kotten genannt. Der Gathmannweg ist eine östliche Stichstraße der Zweibachegge. |                                                        |
| Gerlachfeld               | 180                                   | Gerlach, Hofname                                                    | 20. Nov. 1937       | Im Kettenbuch wird 1332 die Hufe des Gerlach als Unterhof von Eickenscheidt genannt. 1394 verkaufte Johan von Ysekink (Ising) sein Eigengut Gerlagsgut in Freisenbruch mit den dazugehörigen Leuten vor dem Freigericht in Bochum an Wenemar Wrede. 1664 ist der Name im Feuerstättenverzeichnis des Amtes Bochum nicht mehr enthalten. Möglicherweise wurde der Hof mit einem der Freisenbrucher Höfe vereinigt. Die Straße Gerlachfeld, die zuvor Friedenstraße hieß, verbindet die Märkische Straße mit dem Hellweg. |                                                        |
| Groote-Ring               | 480                                   | Groote, Name eines Bauern                                           | 21. Sep. 2004       | Der Bauer Groote, dessen Geburts- und Sterbedaten unbekannt sind, erwarb 1931 einen Bauernhof. Sein Name sei, im Gegensatz zum Flurnamen Pferdekamp, in der Gegend tief verwurzelt, weshalb die Benennung zunächst umstritten war. Die Straße Im Pferdekamp liegt nun innerhalb des Groote-Rings, der östlich des Sachsenrings und nördlich der Straße Schirnbecker Teiche liegt. | Groote-Ring                                            |
| Großer Schirnkamp         | 440                                   | Schirnkamp, Flurname                                                | 5. Juni 1934        | Die Straße Großer Schirnkamp verbindet den Schultenweg in einem Bogen mit der Straße Schirnbecker Teiche. | Großer Schirnkamp                                      |
| Hangohrstraße             | 320                                   | Hangohr, Kotten                                                     | 28. Mai 1919        | 1810 wird ein Kötter und Pferdebesitzer namens Hangohr genannt. Um 1850 starb die Familie Hangohr aus. Moritz Dunke kaufte den 30 Morgen großen Kotten an. Später ging er auf eine Gelsenkirchener Baufirma und schließlich auf die Zeche Zentrum über. Die Hangohrstraße, die zuvor den Namen Heinrichstraße trug, verbindet die Straße Zweibachegge mit der Straße Füllenkamp. |                                                        |
| Hellweg                   | 1670                                  | Westfälischer Hellweg, mittelalterliche Völkerstraße                | 18. Nov. 1904       | Der Hellweg kam von Essen über den Verlauf der Steeler Straße, dann nach Süden abweichend etwa über den heutigen Graffweg nach Steele und verlief weiter über Freisenbruch nach Bochum. Der ursprüngliche Verlauf ist durch die neuzeitliche Bebauung kaum nachvollziehbar. Die heute Hellweg genannte Straße führt von Steele kommend nördlich parallel zur Bochumer Landstraße, quert diese im Verlauf und endet vor der Stadtgrenze zu Bochum. |                                                        |
| Im Haferfeld              | 670                                   | Haferfeld, Flurname                                                 | 1. Juni 1926        | Die Straße Im Haferfeld, die zuvor die Schulstraße war, führt von der Straße Kütings Garten nördlich der Bochumer Landstraße zum Sevinghauser Weg. |                                                        |
| Im Pferdekamp             | 90                                    | Pferdekamp, Flurname                                                | 21. Sep. 2004       | Die Straße im Pferdekamp liegt in einem Wohngebiet östlich des Sachsenrings und nördlich der Straße Schirnbecker Teiche. |                                                        |
| Immengarten               | 230                                   | Imme, alter/niederdeutscher Name für die Westliche Honigbiene       | 7. Sep. 1960        | Die Straße Immengarten verläuft in einem Bogen von der Straße Im Haferfeld zum Mergelweg. |                                                        |
| Jaspersweg                | 130                                   | Karl Jaspers, Philosoph und Psychiater                              | 8. März 1977        | Der Jaspersweg, der zuvor Hegelweg hieß, liegt im Bergmannsfeld und bildet eine Stichstraße südlich der Erasmusstraße abgehend. |                                                        |
| Kanarienberg              | 600                                   | mundartlich wegen gelb gestrichener Häuser an dieser Straße         | 1. Apr. 1919        | Von der Dahlhauser Straße in Horst verläuft der heutige Rademachers Weg, der bis 1963 ebenfalls Kanarienberg hieß, über die Anhöhe zum heutigen Teil der Straße Kanarienberg in Freisenbruch. An der Anhöhe standen seit der zweiten Hälfte des 19. Jahrhunderts Wohnhäuser für die Arbeiter des Horster Hüttenwerks Neu-Schottland, die gelb gestrichen waren. Daraus wurde im Volksmund die Bezeichnung Kanarienberg, die dann für die Straße übernommen wurde. Der heutige Teil der Straße Kanarienberg liegt ausschließlich in Freisenbruch und zweigt südlich der Ofterdingenstraße zum Bahnhof Essen-Steele Ost ab, wo sie etwa 250 Meter vor diesem endet.                                                                                   |                                                        |
| Kleiner Schirnkamp        | 220                                   | Schirnkamp, Flurname                                                | 21. Okt. 1970       | Die Straße Kleiner Schirnkamp ist eine westliche Stichstraße der Straße Schirnbecker Teiche. | Kleiner Schirnkamp                                     |
| Kleverkämpchen            | 180                                   | Kleverkämpchen, Flurname                                            | 8. Sep. 1959        | In der Mutterrolle von 1866 tauchen die Namen Kleverkempken und Am Kleverkepken auf, wobei Klever mit Klee gleichzusetzen ist. Die Straße Kleverkämpchen ist eine Stichstraße östlich des Wegs am Berge. | Kleverkämpchen                                         |
| Klumbeckweg               | 130                                   | Klumbeck, Hofname                                                   | 20. Nov. 1937       | Auf Leither Gebiet an der Grenze zu Freisenbruch befand sich der Hof Klumbeck, später Drennhaus. Er war ein Unterhof von Eickenscheidt. 1332 wird im Kettenbuch Hugen Vosses to Cluvenbeke genannt. In der Landmatrikel von 1866 ist Peter Klumbeck Aufsitzer des rund 16 Morgen großen Hofs. 1795 wird der Hof als Propsteiguth bezeichnet und der Schuppenkötter Klumpeck mit zwei Pferden genannt. Der Hofname stammt vom Bach Klumbecke, der von den Fünfhöfen in Leithe kommt und über Jahrhunderte die Grenze zwischen dem Stift Essen und der Grafschaft Mark, sowie später zwischen Rheinland und Westfalen bildete. Der Klumbeckweg, der ursprünglich Baumstraße hieß, verbindet den Hellweg mit der Märkischen Straße.                    |                                                        |
| Kürenbergweg              | 350                                   | Der von Kürenberg, mittelhochdeutscher Dichter von Minneliedern     | 8. Juni 1960        | Der Kürenbergweg verbindet in einem Bogen die Freisenbruchstraße mit der Von-der-Vogelweide-Straße. | Kürenbergweg                                           |
| Kütings Garten            | 300                                   | Zum Kotten Küting gehöriger Garten                                  | 20. Nov. 1937       | Der Name Küting tritt auf, nachdem die Witwe des Johann Löbbert in zweiter Ehe Heinrich Küting heiratete. Der Kotten Löbbert, dessen ursprünglicher Name unbekannt ist und der bis 1859 im Besitz der Löbberts war, hatte einen Garten. 1866 wird der Eigentümer des zehn Morgen großen Kottens mit Heinrich Küting und seiner Ehefrau Elise geborene Peters angegeben. 1928 erwarb Friedrich Krützkamp aus Osnabrück nach einer Erbauseinandersetzung den Kotten. Die Straße Kütingsgarten, die bis 1926 Kirchstraße und danach bis 1937 Klosterstraße hieß, verbindet die Märkische- mit der Bochumer Landstraße. | St. Antonius-Kirche am Kütings Garten                  |
| Märkische Straße          | 1080                                  | Märkische Gemeinden                                                 |                     | Die vier märkischen Gemeinden waren Freisenbruch, Eiberg, Horst und Königssteele, die seit 1885 zum Amt Königssteele gehörten. Sie wurden 1919 zur Gesamtgemeinde Königssteele zusammengeschlossen. Im Gegensatz zur damaligen Stadt Steele, die dem Stift Essen angegliedert war, gehörte Königssteele mit den anderen östlichen Gemeinden zur preußischen Grafschaft Mark. 1926 wurde das Amt Königssteele der Stadt Steele angegliedert und schließlich 1929 zur Stadt Essen eingemeindet. Die Märkische Straße, die im Ursprung diesen Namen trägt, aber teilweise zwischen 1904 und 1927 Ziegelstraße hieß, verläuft von der Bochumer Landstraße über den Hellweg, knickt dann nach Osten ab und führt geradlinig bis zur Straße Füllenkamp.   | Märkische Straße                                       |
| Mergelweg                 | 130                                   | Mergelkuhle auf dem Gelände                                         | 8. Sep. 1959        | Nach alten Katasterunterlagen lag im Gebiet dieser Straße eine Mergelkuhle, in der Labiatusmergel zum Mergeln der Felder gewonnen wurde. Damit wurde der kalkarme Lehmboden wieder mit Kalk versorgt. Der Mergelweg führt von der Straße Immengarten zur Straße Im Haferfeld. |                                                        |
| Minnesängerstraße         | 600                                   | Minnesänger                                                         | 15. Jan. 1969       | Die Minnesängerstraße verbindet den Schultenweg mit der Von-der-Vogelweide-Straße und ist damit Teil der Straßennamengruppe der Minnesänger. | St.-Altfried-Kirche an der Minnesängerstraße           |
| Morungenweg               | 190                                   | Heinrich von Morungen, Minnesänger                                  | 27. Sep. 1962       | Der Morungenweg ist eine Stichstraße, die nördlich von der Ofterdingenstraße abzweigt. |                                                        |
| Nietzscheweg              | 150                                   | Friedrich Nietzsche, Philologe und Philosoph                        | 14. Dez. 1966       | Der Nietzscheweg liegt im Bergmannsfeld und bildet eine Stichstraße, die westlich vom Philosophenweg abzweigt. |                                                        |
| Ofterdingenstraße         | 940                                   | Heinrich von Ofterdingen, Fragment gebliebenes, literarisches Werk  | 27. Sep. 1962       | Der Titel des unvollendeten Werkes verweist auf einen historisch nicht belegbaren Sänger des 13. Jahrhunderts. Die Ofterdingenstraße führt vom Schultenweg in einem westlichen Bogen auf die Freisenbruchstraße. |                                                        |
| Philosophenweg            | 620                                   | Philosoph, Denker                                                   | 14. Dez. 1966       | Der Philosophenweg liegt im Bergmannsfeld, in dem die Straßennamengruppe der Philosophen angelegt ist. Er verbindet den Schultenweg mit dem Schopenhauerweg. | Philosophenweg                                         |
| Rademachers Weg           | 75 (im Stadtteil)                     | Rademacher, Hofname                                                 | 17. Dez. 1963       | Johann Rademacher heiratete 1845 in den ursprünglich sogenannten Dörnemannshof ein, dessen Aufsitzer um 1800 Heinrich Dörnemann war. Eigentümer war die evangelische Kirche Essen. 1866 wird der Eigentümer Heinrich Rademacher zu Beule genannt, dessen Witwe 1892 in zweiter Ehe den Landwirt Wilhelm Bellendorf aus Buer-Scholven heiratete. Hugo Bellendorf wird als letzter Bauer auf dem Hof genannt. Der Rademachers Weg führt heute von Horst über die Bahnstrecke kommend auf die Straße Kanarienberg in Freisenbruch. Der Verlauf von Horst hieß seit 1919 Kanarienberg und ab 1963 Rademachers Weg. |                                                        |
| Reibenkamp                | 100                                   | Reibenkamp, Flurname                                                | 14. Apr. 1933       | 1866 tritt der Name Am Rübenkamp auf. Zudem gibt es die wohl entstellte Form Im Reibenkamp. Die Straße Reibenkamp ist eine Stichstraße, die östlich des Sachrings abzweigt. |                                                        |
| Reinmarweg                | 130                                   | Reinmar der Alte, Minnesänger                                       | 8. Juni 1960        | Der Reinmarweg ist eine Stichstraße, die vom Reuenthalweg nach Osten abzweigt. | Reinmarweg                                             |
| Renzelweg                 | 80                                    | Renzel, Kotten                                                      | 20. Nov. 1937       | Der Kotten Renzel und sein Pächter Herman in Renschede werden 1664 in der Kaminsteuerliste der Grafschaft Mark genannt. 1701 tritt der Name Dirich im Rensel auf. Der Kotten war ein Abspliss des Hofes Schulte-Vieting, zu dem die Abgaben zu entrichten waren (siehe Vietingstraße). Johann Renzel verkaufte 1857 den Kotten an die Eheleute Krampe aus Horst. Ende des 19. Jahrhunderts gelangt er durch Einheirat an Heinrich Schürmann. Der Renzelweg, der ursprünglich Karlstraße hieß, verbindet die Bochumer Landstraße mit der Straße Im Haferfeld. |                                                        |
| Reuenthalweg              | 350                                   | Neidhart von Reuenthal, Minnesänger                                 | 8. Juni 1960        | Der Reuenthalweg führt in einem östlichen Boden von der Von-der-Vogelweise-Straße ab und wieder auf diese zurück. | Reuenthalweg                                           |
| Rodenseelstraße           | 580 (im Stadtteil)                    | Rodenseel, Name einer Höfegruppe und eines Hofes                    | 12. Jan. 1934       | Erstmals taucht der Name als Hrodingseli im Jahr 890 auf. 1332 werden im Kettenbuch der zum Oberhof Eickenscheidt gehörige mansus Henrici to Rodenzele und der mansus Noldekini to Nederen Rodenzele genannt. Pilgrim von Leiten hat, laut Essener Lehnsprotokollen, de hove to Rodensele erhalten. 1027 wird der Hof Rodenseel als südlichster der fünf Höfe erwähnt. Die Rodenseelstraße, die zuvor Krayer Straße hieß, führt von der Bochumer Landstraße nach Norden weiter in den Nachbarstadtteil Leithe. |                                                        |
| Rosiepeweg                | 85                                    | Rosiepe, Hofname                                                    | 14. Dez. 1976       | Nach erster Erwähnung der Form Rauensiepen im Jahr 1490 wurde im Laufe der Zeit Rosiepen. Der Rosiepenweg ist eine Stichstraße westlich der Dammstraße. |                                                        |
| Sachsenring               | 1930 (im Stadtteil)                   | Sachsen (Volk)                                                      | 15. Juni 1927       | Teile des heutigen Straßenverlaufs trugen zuvor im Laufe der Zeit die Namen Kurze Straße, Beckmannstraße, Mecklenbecksweg und Renzelstraße. Der Sachsenring kommt aus Horst und verläuft bis zur Bochumer Landstraße. | Sachsenring                                            |
| Schellingweg              | 170                                   | Friedrich Wilhelm Joseph Schelling, Philosoph                       | 14. Dez. 1966       | Der Schellingweg liegt im Bergmannsfeld und ist eine Stichstraße, die südlich vom Philosophenweg abzweigt. |                                                        |
| Schirnbecker Teiche       | 800                                   | Schirnbecker Teiche, Gewässer                                       | 20. Nov. 1937       | Beim Hof Beckmann lagen nach alten Katasterunterlagen vier Teiche, die vom Bachlauf der Schirnbecke gespeist wurden. Die Straße Schirnbecker Teiche, die zuvor Beckmannstraße und Eibergstraße hieß, verbindet in einem Bogen den Schultenweg mit dem Sachsenring. | Haupthaus des ehem. Brandhofes, Schirnbecker Teiche 34 |
| Schopenhauerweg           | 200                                   | Arthur Schopenhauer, Philosoph                                      | 14. Dez. 1966       | Der Schopenhauerweg liegt im Bergmannsfeld und ist eine Stichstraße, die östlich vom Philosophenweg abzweigt. |                                                        |
| Schultenweg               | 2334 (offizielle Angabe)              | Schulte, Name mehrerer Höfe                                         | 28. Mai 1919        | Der Schultenweg führt an den ehemaligen Höfen Schulte-Vieting, Schulte-Möckershoff, Schulte-Mecklenbeck und Schulte-Bockholt vorbei. Schulte war die Bezeichnung für eine der Stadt dienliche Funktion, wie Bürgermeister, Richter oder Steuereinnehmer. Der Schultenweg verläuft in Verlängerung der Freisenbruchstraße nach Osten und gleichnamig über die Stadtgrenze zu Bochum hinweg. | Bad und Sport Oststadt am Schultenweg                  |
| Sevinghauser Weg          | 400                                   | Sevinghausen, Ortsteil von Wattenscheid, heute Bochum               | 20. Nov. 1937       | Der Sevinghauser Weg führt von der Straße Im Haferfeld nach Sevinghausen, wo sie als Straße In den Höfen weiterführt. Zuvor trug der Weg die Namen Bergstraße und Wattenscheider Straße. |                                                        |
| Spervogelweg              | 220                                   | Spervogel, mittelhochdeutscher Sangspruchdichter                    | 27. Sep. 1962       | Der Spervogelweg ist eine von der Ofterdingenstraße nach Süden abzweigende Stichstraße. |                                                        |
| Spinozastraße             | 150                                   | Baruch de Spinoza, niederländischer Philosoph                       | Jan. 1966           | Die Spinozastraße liegt im Bergmannsfeld und bildet eine südliche Stichstraße des Philosophenwegs. |                                                        |
| Tossens Büschken          | 280 (im Stadtteil)                    | Busch am Hof Tosse                                                  | 3. Juni 1935        | Der Hof Tosse wird 1332 als Unterhof von Eickenscheidt genannt. Der Name Tosse ist seit dem Dreißigjährigen Krieg in ununterbrochener Folge nachweisbar. 1826 ist Theodor Tosse zu Beule Eigentümer. Die Straße Tossens Büschken führt über die Bahnstrecke aus Horst kommend bis zum Parkplatz des Schwimmzentrums Oststadt am Schultenweg. |                                                        |
| Veldeckestraße            | 300                                   | Heinrich von Veldeke, Dichter und Minnesänger                       | 8. Juni 1966        | Die Veldeckestraße quert die Von-der-Vogelweide-Straße und den Kürenbergweg, wobei sie südlich parallel zur Bochumer Landstraße verläuft. | Veldeckestraße                                         |
| Vietingstraße             | 170                                   | Vieting, Hofname                                                    | 1. Juni 1926        | Der Hof Vieting war ein Unterhof von Eickenscheidt. Im Kettenbuch von 1332 ist Curia Vytynk genannt. Ursprünglich gehörte der Hof Arndt von dem Vytynghoff gen. Schell zu Altendorf. Zum Vietinghof, der unmittelbar am alten Hellweg lag, gehörte der Kotten Renzel (siehe Renzelweg). Die Mönche der Abtei Corvey von Höxter übernachteten auf ihrer jährlich stattfindenden Reise zu den klostereigenen Weinbergen an Rhein und Mosel im Vietinghof. Zudem hatte der Vietinghof bereits im 12. Jahrhundert Abgaben nach Corvey zu entrichten. Die Vietingstraße verbindet den Hellweg mit der Bochumer Landstraße. |                                                        |
| Von-der-Vogelweide-Straße | 500                                   | Walther von der Vogelweide, Lyriker und Minnesänger                 | 8. Juni 1966        | Die Von-der-Vogelweide-Straße verbindet in einem Bogen die Bochumer Landstraße mit der Freisenbruchstraße. | Von-der-Vogelweide-Straße                              |
| Waldweg                   | 260                                   | Zum Hof Bergmann gehöriger Wald                                     | 1. Juni 1926        | Der Waldweg führt in den zum Hof Bergmann gehörigen Wald, der unter Bergmannsbusch bekannt ist. Der Bergmannsbusch war zur Zeit des Amtes Königssteele bereits zum Volkserholungspark mit Ballspielplätzen gestaltet worden. Der Waldweg, der zuvor Zechenweg hieß, zweigt von der Von-der-Vogelweide-Straße in den Bergmannsbusch ab. |                                                        |
| Weg am Berge              | 130 (im Stadtteil)                    | Am Berge, Flurname                                                  | 20. Nov. 1937       | Der zuvor Jakobstraße genannte Weg am Berge ist nach der alten Flur Am Berge benannt. Diesen Namen trug der Weg seit seinem Ursprung. Der Weg Am Berge führt vom Schultenweg weiter über die Bahnstrecke nach Horst. | Weg am Berge                                           |
| Wiesmannbrink             | 210                                   | Zum Hof Wiesmann in Eiberg gehörender Brink                         | 14. Nov. 1935       | Der Hof Wiesmann ging aus dem alten Eiberger Hof Siepmann hervor. Er wurde um 1960 an die Stadt Essen verkauft, um dort die heutige Wohnsiedlung Bergmannsfeld zu errichten. Die Straße Wiesmannbrink, die zuvor Wiesmannweg hieß, zweigt als Stichstraße südlich vom Sachsenring ab. |                                                        |
| Zeche Eiberg              | 30 (im Stadtteil)                     | Zeche Eiberg                                                        | 27. Nov. 1933       | Die nach der Zeche Eiberg benannte Straße führt, von Horst kommend, unter der Bahnstrecke hindurch auf den Schultenweg. |                                                        |
| Zweibachegge              | 400                                   | Egge=Wasserscheide (zweier Bäche)                                   | 20. Nov. 1937       | Die Zweibachegge kreuzt die Wasserscheide, also die Egge zwischen Ruhr und Emscher. Die Straße entwässert einerseits zum Leither Bach, der weiter über den Schwarzbach in die Emscher fließt, und andererseits zum Eibergbach und damit weiter in die Ruhr. Die Straße Zweibachegge, die zuvor Schmiedestraße hieß, verbindet die Märkische Straße mit der Bochumer Landstraße. |                                                        |

## Liste ehemaliger Straßennamen
Die Liste ehemaliger Straßennamen erhebt keinen Anspruch auf Vollständigkeit.
| Name                  | von           | bis           | umbenannt in (aktuell)              | Herleitung                                                              | Bemerkungen |
| --------------------- | ------------- | ------------- | ----------------------------------- | ----------------------------------------------------------------------- | --- |
| Bahnhofstraße         | 1909          | 19. Mai 1926  | → Bochumer Landstraße               | Lage am Bahnhof Essen-Steele Ost                                        | Die Bahnhofstraße, die zuvor Chausseestraße hieß, wurde 1926 zusammen mit der ehemaligen Berliner Straße in Steele in Bochumer Straße umbenannt. Im Verlauf nach Freisenbruch und Bochum wurde sie Ende der 1970er Jahre mit der Henglerstraße in Steele in eine Linie gebracht und damit baulich von der Bochumer Straße in Steele getrennt. So erhielt dieser östliche Teil der Bochumer Straße 1980 den Namen Bochumer Landstraße.              |
| Baumstraße            |               | 20. Nov. 1937 | → Klumbeckweg                       |                                                                         | |
| Beckmannstraße        | 28. Aug. 1913 | 20. Nov. 1937 | → Sachsenring → Schirnbecker Teiche | Hof Beckmann/Gemeindevorsteher Wilhelm Albert Beckmann                  | Die Beckmannstraße war einerseits ab 1919 ein Teil des späteren Sachsenrings, benannt nach dem Hof Beckmann. Zuvor wurde 1913 die Eibergstraße, die spätere Straße Schirnbecker Teiche, zu Ehren des Gemeindevorstehers Wilhelm Albert Beckmann Beckmannstraße genannt, da er fünfzig Jahre ununterbrochen der Gemeindeversammlung Eibergs angehörte.                                                                                              |
| Bergstraße            | vor 1902      | 19. Mai 1926  | → Sevinghauser Weg                  |                                                                         | Die Bergstraße hieß ab 1926 Wattenscheider Straße, bevor sie 1937 zum Sevinghauser Weg wurde. |
| Bochumer Straße       | 19. Mai 1926  | 23. Mai 1980  | → Bochumer Landstraße               | Ausfallstraße nach Bochum                                               | Die Bochumer Straße, die einst vom Grendplatz in Steele bis nach Bochum führte, wurde im Verlauf nach Freisenbruch und Bochum Ende der 1970er Jahre baulich getrennt und ihr östlicher Teil mit der Henglerstraße in Steele in eine Linie gebracht. So erhielt dieser östliche Teil der Bochumer Straße 1980 den Namen Bochumer Landstraße. |
| Chausseestraße        | 1890          | 1909          | → Bochumer Landstraße               |                                                                         | Die Chausseestraße, die 1909 in Bahnhofstraße umbenannt wurde, wurde 1926 zusammen mit der ehemaligen Berliner Straße in Steele in Bochumer Straße umbenannt. Im Verlauf nach Freisenbruch und Bochum wurde sie Ende der 1970er Jahre mit der Henglerstraße in Steele in eine Linie gebracht und damit baulich von der Bochumer Straße in Steele getrennt. So erhielt dieser östliche Teil der Bochumer Straße 1980 den Namen Bochumer Landstraße. |
| Eibergstraße          |               | 28. Aug. 1913 | → Schirnbecker Teiche               | Gemeinde Eiberg                                                         | Die Eibergstraße wurde 1913 zur Beckmannstraße und schließlich 1937 in Schirnbecker Teiche umbenannt. |
| Friedenstraße         | ca. 1920      | 20. Nov. 1937 | → Gerlachfeld                       |                                                                         | |
| Hegelweg              | 14. Dez. 1966 | 8. März 1977  | → Jaspersweg                        | Georg Wilhelm Friedrich Hegel, Philosoph                                | |
| Heinrichstraße        | 18. Nov. 1904 | 28. Mai 1919  | → Hangohrstraße                     |                                                                         | |
| Jakobstraße           | 28. Mai 1919  | 20. Nov. 1937 | → Weg am Berge                      |                                                                         | |
| Karlstraße            |               | 20. Nov. 1937 | → Renzelweg                         |                                                                         | |
| Kirchstraße           | 18. Nov. 1904 | 1. Juni 1926  | → Kütings Garten                    | Bezug auf die anliegende, 1901 errichtete St.-Antonius-von-Padua-Kirche | |
| Klosterstraße         | 1. Juni 1926  | 20. Nov. 1937 | → Kütings Garten                    |                                                                         | |
| Krayer Straße         | 18. Nov. 1904 | 12. Jan. 1934 | → Rodenseelstraße                   | Kray                                                                    | |
| Kurze Straße          | 14. März 1905 |               | → Sachsenring                       |                                                                         | |
| Mecklenbecksweg       | 1. Apr. 1919  |               | → Sachsenring                       |                                                                         | |
| Renzelstraße          | 1. Apr. 1919  |               | → Sachsenring                       | Renzel, Kotten                                                          | Der Kotten Renzel und sein Pächter Herman in Renschede wird 1664 in der Kaminsteuerliste der Grafschaft Mark genannt. 1701 tritt der Name Dirich im Rensel auf. Der Kotten war ein Abspliss des Hofes Schulte-Vieting, zu dem die Abgaben zu entrichten waren. Johann Renzel verkaufte 1857 den Kotten an die Eheleute Krampe aus Horst. Ende des 19. Jahrhunderts gelangt er durch Einheirat an Heinrich Schürmann.                               |
| Ringstraße            | 18. Nov. 1904 | 20. Nov. 1937 | → Füllenkamp                        |                                                                         | |
| Schmiedestraße        | vor 1905      | 20. Nov. 1937 | → Zweibachegge                      |                                                                         | |
| Schulstraße           |               | 1. Juni 1926  | → Im Haferfeld                      |                                                                         | |
| Wattenscheider Straße | 19. Mai 1926  | 20. Nov. 1937 | → Sevinghauser Weg                  | Straße nach Wattenscheid                                                | Die Wattenscheider Straße hieß zuvor Bergstraße. |
| Wiesmannweg           | 19. Mai 1919  | 3. Juni 1935  | → Wiesmannbrink                     | Bezug zum Hof Wiesmann in Eiberg                                        | |
| Zechenweg             | 1. Apr. 1919  | 1. Juni 1926  | → Waldweg                           | Bezug zur benachbarten Zeche Eintracht Tiefbau                          | |
| Ziegelstraße          | 18. Nov. 1904 | 19. Mai 1927  | → Märkische Straße                  |                                                                         | |